# Акихито
Акихѝто (на японски: 明仁) е 125-ият император на Япония и 125-ият поред суверен, носещ тази титла според традиционния ред на коронация. Възкачва се на престола през 1989 г. и понастоящем е единственият монарх в света с титлата император. Според японската традиция времето на властването на всеки монарх се нарича „ера“, а ерата на Акихито носи името Хейсей (на японски: 平成), както ще бъде наречен той след смъртта си (Император Хейсей). Обръщението към Акихито е „Негово императорско величество“.

## Биография
Акихито е роден на 23 декември 1933 г. в Императорския дворец в Токио. Той е най-големият син и четвърто дете на император Шова (Хирохито) и императрица Коджун (Нагако). Още на три години е отделен от родителите си и получава образование от частни учители. Като дете получава титлата принц Цугу.
По време на американските бомбардировки на Токио през март 1945 г. Акихито и по-малкият му брат принц Масахито са евакуирани от града. По време на американската окупация получават частно образование от американската библиотекарка и квакерка Елизабет Грей Вайнинг. За кратко учи в Департамента по политически науки в Университета Гакушуин, въпреки че не е получавал образователна степен оттам. Впоследствие се увлича по ихтиология и публикува множество статии и книги по темата.
Въпреки че още с раждането си Акихито става наследник на Хризантемовия трон, формалната му инвеститура като кронпринц се състои на 10 ноември 1952 г. През юни следващата година Акихито представя Япония на коронацията на кралица Елизабет II във Великобритания.
На 10 април 1959, Акихито се жени за Мичико Шода (родена на 24 октомври 1934), която е първата жена без благородническа титла, която сключва брак с член на японското императорско семейство. Мичико е дъщеря на Хидесабуро Шода, президент на Nisshin Flour Milling Company. Двойката има три деца: принц Нарухито (понастоящем император на Япония, роден на 23 февруари 1960), принц Акишино (роден на 30 ноември 1965) и Саяко Курода (принцеса Саяко, родена на 18 април 1969). Като кронпринцове Акихито и съпругата му Мичико правят официални посещения в 37 страни.
На 7 януари 1989 г. след смъртта на баща си, Акихито поема властта, а официално се възкачва на престола на 12 ноември 1990. С встъпването си императорът полага усилия да приближи императорското семейство до японския народ. Прави посещения във всички 47 префектури на Япония, както и в 18 чужди държави. Първата поява на императора по телевизията е през 2011 г. след земетресението в региона Тохоку.
Носител на орден „Стара планина“ от 1997 г. и на орден на жартиерата при държавното си посещение във Великобритания през 1998 г.
През декември 2017 г. японското правителство обявява, че Акихито ще абдикира на 30 април 2019 г. поради възрастта си и намаляващото здраве.
На 30 април 2019 г. Акихито официално абдикира от поста император на Япония в полза на сина си Нарухито.